# Paramormyrops batesii
Paramormyrops batesii är en fiskart som först beskrevs av Boulenger, 1906.  Paramormyrops batesii ingår i släktet Paramormyrops och familjen Mormyridae. IUCN kategoriserar arten globalt som otillräckligt studerad. Inga underarter finns listade i Catalogue of Life.